# Красные Речки
Красные Речки — село в Красночикойском районе Забайкальского края в составе сельского поселения «Коротковское».

## География
Село находится в северной части района на берегу реки Хилкотой (приток реки Чикой) на расстоянии примерно 26 километров (по прямой) на восток-северо-восток от села Красный Чикой.

## Климат
Климат резко континентальный с длительной холодной зимой и умеренно тёплым летом, Большая часть осадков выпадает в тёплое время года. Средняя температура воздуха по многолетним данным составляет от —3,3 °С, июльская от +17,2 °С, январская от —27 °С. Зима продолжительная, морозная, малооблачная, безветренная. Устойчивый снежный покров образуется после 1 ноября, разрушается в апреле. Весна поздняя, холодная и сухая. Лето короткое. Продолжительность безморозного периода колеблется по годам и длится в среднем 57 дней. В отдельные годы 100—110 дней. Осень обычно сухая и солнечная.

## История
Село в XIX веке делилось на Верхнее, Среднее, Нижнее. Носит современное название с 1954 года. Официальная дата основание 1853 год.

## Население
В селе было учтено 120 человек в 2002 году (99 % русские), 81 человек в 2010 году.